# Шарби, Коринн
Кори́нн Шарби́́ (фр. Corynne Charby; 12 июля 1960, Париж) — французская модель, киноактриса и певица.

## Биография
Родилась 12 июля 1960 года в Париже, росла во Франции, закончив школьное обучение после troisième (фр. лицей). В конце 70-х она начала успешную карьеру как модель. Коринн появилась на обложках глянцевых журналов, таких как Elle и Lui, и участвовала в серии показов на подиумах известных Домов мод.

### Актриса
В начале 80-х Коринн Шарби начала быструю и короткую карьеру в кино. Её первая и, пожалуй, самая известная роль была в 1981 в комедии Франсиса Вебера «Невезучие» (фр. «La Chèvre»), где она сыграла роль молодой рассеянной девушки, которую на протяжении всего фильма разыскивают Пьер Ришар и Жерар Депардьё. В 1982 она появилась в комедии Филиппа Клэра «Plus beau que moi, tu meurs» с Альдо Маччоне, затем роль Кри-Кри в «Rebelote» в следующем году. Наконец, в 1984 она сыграла проститутку Джози в фильме «Un Été d’enfer» вместе с Тьерри Лермиттом. Её карьера актрисы завершилась после этого фильма, хотя она всегда пыталась сыграть значимые роли.

### Певица
В 1984 году она начала петь под псевдонимом «Corynne Charby». Её первые 7 дюймов, «À cause de toi», были написаны Дидье Барбеливьеном. В тот же самом году, следом — «Ma Génération» и мини-альбом с тем же названием, но состоящий из шести песен. В 1985 Коринн выпускает свой третий сингл, «J’t’oublie pas», который не был включён ни в один альбом. Однако настоящую популярность она получила лишь в 1986 году вслед за выпуском её летнего хита «Мяч для пинбола» ('Boule de flipper'). За первым признанным хитом выходит ещё одна её известная песня «Орёл или решка» ('Pile ou Face')
17 июня 1987 Шарби объединяется с известным рок-певцом Джонни Холлидеем, чтобы выступать дуэтом с «Elle était toute seule», в телешоу «Embarquement immédiat pour l’Irlande» на канале FR3. В 1987 Шарби выпускает свой второй альбом, названный «Toi». Песни альбома были написаны Фрэнком Иви и составлены Жаном-Луи d’Onorio. Альбом стал коммерческим провалом и только «Pas vu pas pris» получил относительно небольшой успех как сингл.
На этом заканчивается артистическая карьера Шарби. Она выходит замуж за главу фирмы грамзаписи и решает полностью посвятить себя семье. По слухам, позднее Коринн выступает автором ряда телевизионных программ в жанре комедии положения и телевизионной драмы.
Свою музыкальную карьеру Шарби подытожила в сборнике Суперхитов (Greatest Hits), выпущенном в 2001. В дополнение к самым известным песням 1980-х (в расширенных версиях), диск содержит новые мегамиксы. Новый сборник под названием Boule de flipper был выпущен в 2003 звукозаписывающей компанией «Sony Music Entertainment».

### Личная жизнь
В 1987 году Коринн вышла замуж за генерального директора Warner, у пары есть сын. Позднее они развелись. После коммерческого провала альбома Ты (1987) она решила посвятить себя семейной жизни и положила конец своей карьере. В конце 1990-х годов Шарби уехала жить в Лос-Анджелес со своим вторым мужем и дочерью.

## Дискография
| Позиция во французских песенных чартах : - «À cause de toi» — 1984 - «Ma Génération» — 1984 - «J’t’oublie pas» — 1985 - «Boule de flipper» — 1986 (#17 место, Франция) - «Pile ou Face» — 1987 (#5 место, Франция, Серебряный диск) - «Pas vu pas pris» — 1987 (#39 место, Франция) - «Elle sortait tard le soir» — 1987 - «Même» — 1987 | - 1984 — Моё поколение/Ma Génération - 1987 — Ты/Toi - 2001 — Лучшие хиты/Greatest Hits - 2003 — Пинбольный шарик/Boule de flipper (сборник) |

## Работы в кино
- 1981 — «Невезучие» / La Chèvre — Мари Бенц
- 1982 — «Мой дорогой, ты мерзавец» / Plus beau que moi, tu meurs — Кристина / Топлес девушка
- 1983 — «Строптивец» / Rebelote — Кри-Кри
- 1984 — «Адское лето» / Un Été d’enfer — Жози